# Registro Nacional de Veículos Automotores
O Registro Nacional de Veículos Automotores (RENAVAM) é um sistema desenvolvido pelo Serpro que cobre todo o Brasil, tendo como principal finalidade o registro de todos os veículos do país, efetuados pelas unidades do Detran em cada estado, e centralizados pela unidade central, o Denatran.
O chamado código renavam é o número identificador único de cada veículo que o referencia dentro do sistema. É um número composto de onze dígitos. Inicialmente, o número era composto de nove dígitos (oito dígitos e mais um dígito verificador), sendo que os dois primeiros dígitos identificavam o estado onde havia sido feito o primeiro registro do veículo, e tal numeração vigorou de 00xxxxxx-x até 59xxxxxx-x. A partir do número 60000000-0, a numeração passou a ser nacional e única.
A partir de 01 de abril de 2013, a numeração foi estendida para 11 dígitos.